# Vrtača (szczyt)
Vrtača (niem. Wertatscha) – szczyt w paśmie Karawanki w Alpach Wschodnich, na granicy między Słowenią a Austrią. To drugi pod względem wysokości szczyt Karawanków. Szczyt ten leży w centrum grupy, gdzie góry mają najbardziej "alpejski" wygląd. Pobliskie szczyty to Hochstuhl, Zelenjak i Selenitza.

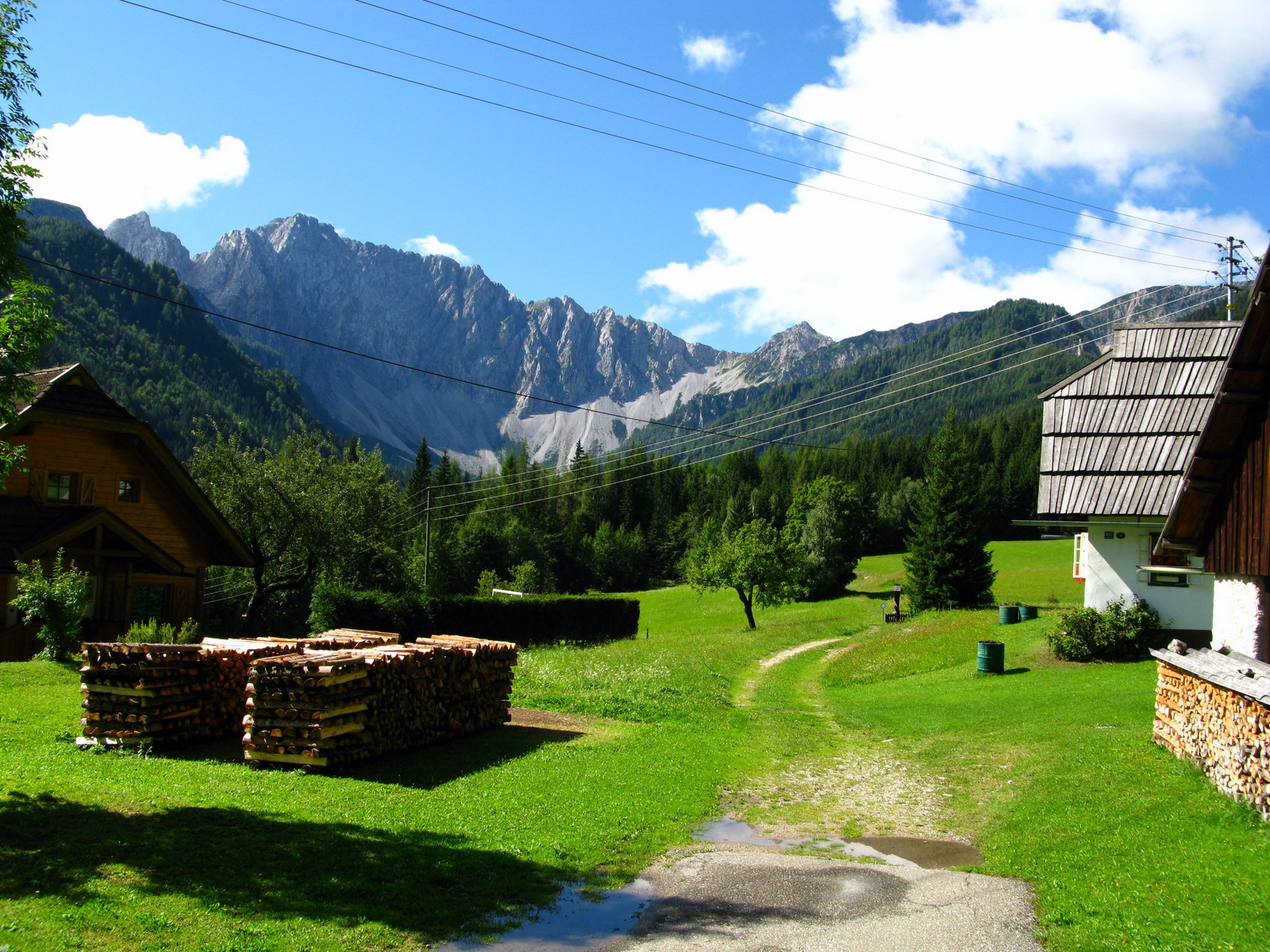
Vrtača